# Marieluise Fleißer
Marieluise Fleißer (Ingolstadt, 1901 - ibídem, 1974) fue una dramaturga alemana
Hizo estudios de teatro en Múnich y poco a poco fue consagrándose como uno de los nombres más importantes de la escena teutona. 
Entre sus obras más importantes, cabe destacar Fegefeuer in Ingolstadt (Purgatorio en Ingolstadt, 1926) y Pioniere in Ingolstadt (Pioneros de Ingolstadt).

## Obra
- Fegefeuer in Ingolstadt (1926), ursprünglich "Die Fußwaschung"

- Pioniere in Ingolstadt (1928)

- Ein Pfund Orangen und neun andere Geschichten (1929)

- Der Tiefseefisch (1930)

- Mehlreisende Frieda Geier. Roman vom Rauchen, Sporteln, Lieben und Verkaufen. (1931)

- Andorranische Abenteuer (1932)

- Karl Stuart (1937)

- Der starke Stamm (1946)

- Avantgarde, Erzählungen (1963)

- Abenteuer aus dem Englischen Garten, Erzählungen (1969)

- Die Dreizehnjährigen (1923)

- "Der Apfel" (1925)

- "Die Stunde der Magd (1925)

- "Die Ziege (1926)

- Das Pferd und die Jungfer (1949)

- Eine ganz gewöhnliche Vorhölle (1963/72)

- "Die im Dunkeln (1965)

- Ich ahnte den Sprengstoff nicht (1973)

## Literatura
- Günther Rühle (ed.) Materialien zum Leben und Schreiben der Marieluise Fleißer. Suhrkamp, Frankfurt am Main 1973, ISBN 3-518-00594-4.

- Moray McGowan. Marieluise Fleisser. Beck, München 1987, ISBN 3-406-30780-9.

- Jung-Jun Lee. Tradition und Konfrontation. Die Zusammenarbeit von Marieluise Fleisser und Bertolt Brecht, Lang, Frankfurt a.M. 1992, ISBN 3-631-44739-6.

- Ulrike Prokop. Wie viele Geschichten in einer? Zu der Erzählung "Stunde der Magd" von Marieluise Fleißer. In: Freiburger literaturpsychologische Gespräche, v. 17. Königshausen & Neumann, Würzburg 1998.

- Gérard Thiériot. Marieluise Fleisser (1901–1974) et le théâtre populaire critique en Allemagne. Ed. Peter Lang, Collection Contacts, Theatrica 19, Berne u. a. 1999, ISBN 3-906762-02-5.

- Maria E. Müller, Ulrike Vedder (ed.) Reflexive Naivität. Zum Werk Marieluise Fleißers. E. Schmidt, Berlín 2000, ISBN 3-503-04961-4.

- Carl-Ludwig Reichert. Marieluise Fleißer. Deutscher Taschenbuch-Verlag, München 2001, ISBN 3-423-31054-5.

- Elfi Hartenstein, Annette Hülsenbeck. Marieluise Fleißer – Leben im Spagat. ed. ebersbach, Berlín 2001, ISBN 3-934703-25-9.

- Walter Fähnders, Helga Karrenbrock (ed.) Autorinnen der Weimarer Republik. Aisthesis Verlag, Bielefeld 2003, ISBN 3-89528-383-5. (Aisthesis Studienbuch 5)

- Liane Schüller. Vom Ernst der Zerstreuung. Schreibende Frauen der Weimarer Republik: Marieluise Fleißer, Irmgard Keun, Gabriele Tergit. Aisthesis Verlag, Bielefeld 2005, ISBN 3-89528-506-4.

- Hiltrud Häntzschel. Marieluise Fleißer: Eine Biographie. Insel Verlag, Frankfurt am Main 2007, ISBN 978-3-458-17324-3.

- Christiane Solte-Gresser. Liebesdiskurse der Sprachlosigkeit. Zur Poetik der Dienstmädchenliebe. In: Cahiers d'études germaniques. 55 (2008): 49–61.

- Klaus Gültig. Irrtümer und eine ehrenrührige Unterstellung – Korrekturen zu Hiltrud Häntzschels Publikationen über Marieluise Fleißer. In: Schriftenreihe der Marieluise-Fleißer-Gesellschaft. Heft 7. Ingolstadt 2009.

- Ursula März. Marieluise Fleißer – Nachrichten aus der Provinz. In: Verena Auffermann, Gunhild Kübler, Ursula März, Elke Schmitter (eds.) Leidenschaften. 99 Autorinnen der Weltliteratur. C. Bertelsmann, München 2009, ISBN 978-3-570-01048-8, p. 175–179.

- Christiane Solte-Gresser. Alltag als Grenzerfahrung: Das Alltägliche zwischen Gefängnis und Fluchtraum bei Marieluise Fleißer. In: Dies.: Spielräume des Alltags. Literarische Gestaltung von Alltäglichkeit in deutscher, französischer und italienischer Erzählprosa (1919–1949). Königshausen&Neumann, Würzburg 2010. ISBN 978-3-8260-4417-5, p. 169–231.

- Ina Brueckel. Ich ahnte den Sprengstoff nicht : Leben und Schreiben der Marieluise Fleisser, Freiburg i. Br. Kore, 1996